# Риварола, Хуан Мануэль
Хуан Мануэль Риварола (исп. Juan Manuel Rivarola, 8 августа 1899 — 1985) — аргентинский шахматист (национальный мастер) и шахматный литератор.
Входил в число сильнейших шахматистов Аргентины 1920—1930-х гг.
В составе сборной Аргентины участник шахматной олимпиады 1927 г. в Лондоне.
Участник ряда турниров, проводившихся на территории Аргентины.
Автор воспоминаний об Эм. Ласкере, Алехине, Рети, Тарраше, а также о шахматной жизни в Аргентине до и после Второй мировой войны.

## Спортивные результаты
| Год  | Город        | Соревнование                               | + | − | = | Результат | Место |
| ---- | ------------ | ------------------------------------------ | - | - | - | --------- | ----- |
| 1927 | Лондон       | I Олимпиада (сборная Аргентины, 2-я доска) | 0 | 8 | 7 | 3½ из 15  |       |
| 1929 | Росарио      | Турнир аргентинских мастеров               |   |   |   |           | [ 3 ] |
| 1931 | Буэнос-Айрес | Показательная партия с С. Г. Тартаковером  | 0 | 1 | 0 | 0 из 1    |       |
| 1948 | Санта-Фе     | Турнир аргентинских мастеров               | 1 | 3 | 3 | 2½ из 7   | 6     |
| 1949 | Санта-Фе     | Международный турнир                       | 1 | 6 | 0 | 1 из 7    | 7—8   |